# Laurent Reveret
Laurent Reveret, né le 25 juin 1976, est un arbitre international français de handball, appartenant au groupe 1 des arbitres de la Fédération française de handball.
Il arbitre avec son binôme Stevann Pichon, notamment dans le Championnat de France de handball masculin (D1), organisé par la Ligue nationale de handball, mais également dans des compétitions organisées par l'EHF, comme la Ligue des champions ou des Championnats d'Europe, et l'IHF, comme les Jeux olympiques en 2012 ou des Championnats du monde.

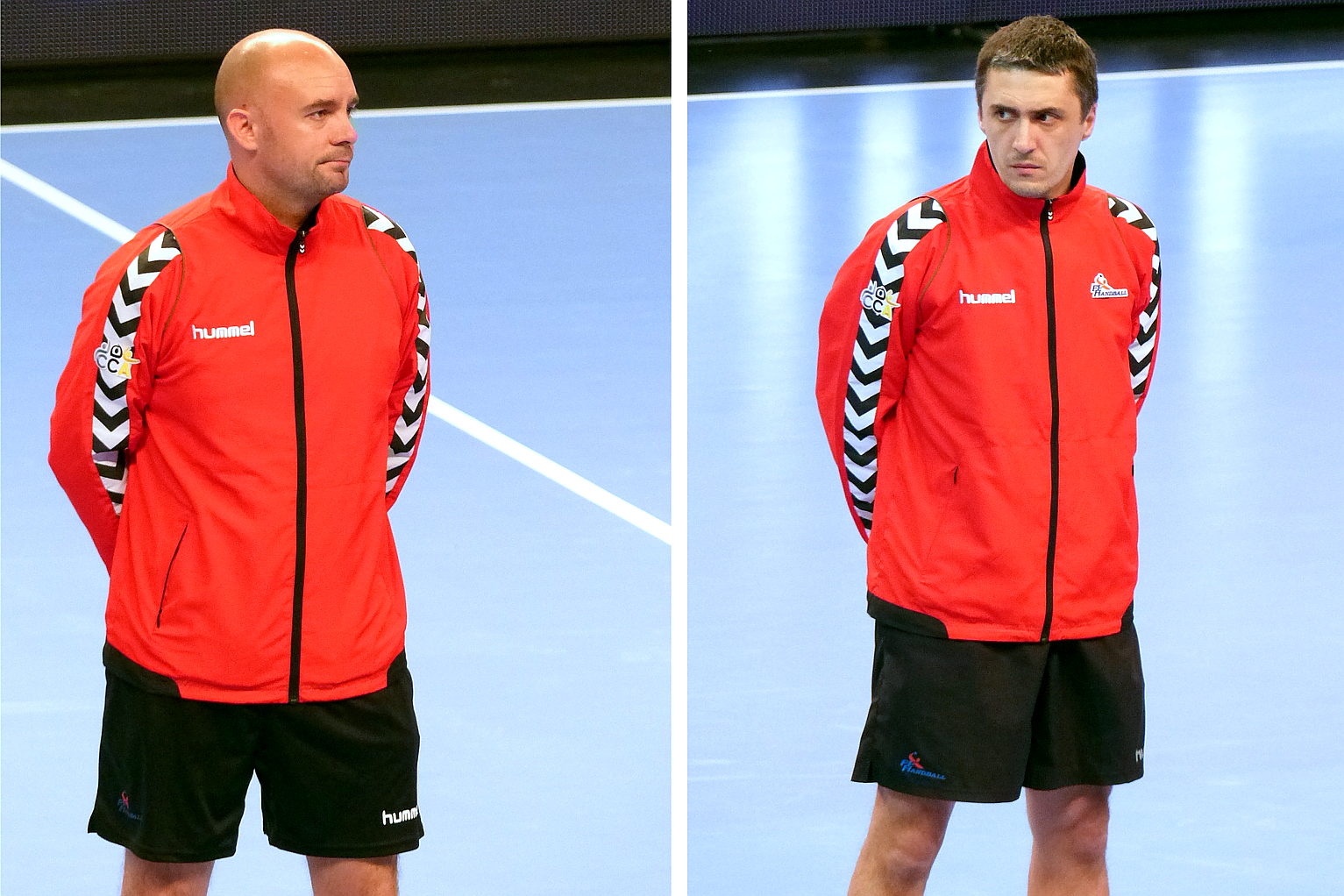
Laurent Reveret (à gauhe) et Stevann Pichon lors du match PSG Handball / HBC Nantes le 10 avril 2014.